# Ас-Суккарія
Ас-Суккарія (англ. al-Sukkariyah, араб. السكرية) — поселення в Сирії, що складає невеличку друзьку общину в нохії Нава, яка входить до складу мінтаки Ізра в південній сирійській мухафазі Дара.